# Disco 2000 (programma televisivo)
Disco 2000 è stato un programma televisivo italiano di genere musicale, trasmesso da MTV Italia tra il 2000 e il 2001, condotto prima da Daniele Bossari e successivamente da Giorgia Surina.
Il programma ripercorreva la storia della musica pop, dai Beatles ai Backstreet Boys, da Bob Marley a Eminem.